# جام حذفی فوتبال ایران ۰۴–۱۴۰۳
جام حذفی فوتبال ایران ۰۴–۱۴۰۳ سی و هشتمین دوره جام حذفی فوتبال ایران که توسط فدراسیون فوتبال ایران برگزار می‌شود.
در مجموع ۶۷ تیم در این رقابت‌ها شرکت خواهند کرد.
تیم استقلال تهران با غلبه بر تیم ملوان بندر انزلی در فینال مسابقات برای هشتمین بار قهرمان این دوره از رقابت‌ها شد و به مسابقات سوپر جام فوتبال ایران ۱۴۰۴ و مسابقات لیگ قهرمانان آسیا ۲ ۲۶–۲۰۲۵ راه پیدا کرد.

## تیم‌ها
| لیگ برتر تمامی ۱۶ تیم حاضر در فصل ۰۴–۱۴۰۳ | لیگ آزادگان تمام ۱۸ تیم حاضر در فصل ۰۳–۱۴۰۲ | لیگ دسته دوم ۱۷ تیم حاضر در فصل ۰۳–۱۴۰۲ | لیگ‌های استانی ۱۶ تیم از لیگ‌های استانی |
| - استقلال - آلومینیوم اراک - پرسپولیس - خیبر خرم‌آباد - تراکتور - ذوب‌آهن - سپاهان - چادرملو اردکان - فولاد خوزستان - گل‌گهر - ملوان - مس رفسنجان - استقلال خوزستان - نساجی مازندران - شمس آذر - هوادار | - شهرداری ماهشهر - آریو اسلامشهر - داماش گیلان - فجر سپاسی - آرمان گهر - پیکان - بعثت کرمانشاه - مس سونگون - پارس جنوبی جم - نفت مسجدسلیمان - مس شهربابک - نفت و گاز گچساران - شهرداری نوشهر - شهرداری آستارا - مس کرمان - سایپا - پالایش نفت بندرعباس - صنعت نفت آبادان - نیروی زمینی | - فردوسی ثامن مشهد - تهران یاسا - فرد البرز - پاس همدان - سرخپوشان اطلس طلایی شازند - شهرداری بندرعباس - شاهین بندر عامری - آکادمی کیا تهران - نیکا پارس چالوس - نود ارومیه - شهید قندی یزد - فولاد هرمزگان - شناورسازی قشم - شاهین تهران - ستارگان آبی پوش زیدون - عقاب تهران - کشت و صنعت پادیاب خلخال | - نوروز بوکان - پارسه ساری - پادنا میمند فارس - طلایی پوشان اراک - پالایش نفت اصفهان - عماد ره سازه بیرجند - پشتیوان پاوه - نخل بم - امید نیشابور - ایرانجوان خورموج - آبی پوشان حمیدیه - اتحاد سفین کیش - ماشین‌سازی صائین قلعه - شمال زابل - یاران شهید ابراهیم هادی - عقاب بزرگ ایلام |

## مرحله اول
قرعه‌کشی این مرحله ۲۸ شهریور ۱۴۰۳ برگزار شد. از ۱۶ تیم حاضر در این مرحله ۶ تیم با قرعه استراحت به مرحله بعد صعود کردند و ۱۰ تیم دیگر در روزهای ۸ و ۹ مهر به مصاف هم رفتند.
| لیگ برتر | لیگ آزادگان | لیگ دسته دوم | لیگ‌های استانی | مجموع    |
| -------- | ----------- | ------------ | ------------- | -------- |
| ۰ از ۱۶  | ۰ از ۱۸     | ۰ از ۱۷      | ۱۶ از ۱۶      | ۱۶ از ۶۷ |

| ۸ مهر ۱۴۰۳                        | طلایی پوشان اراک | ۳–۰ | پالایش نفت اصفهان | شازند                             |
| ۱۴:۰۰                             |                  |     |                   | ورزشگاه: ورزشگاه پتروشیمی مهاجران |
| یادداشت: انصراف پالایش نفت اصفهان |                  |     |                   |                                   |

| ۸ مهر ۱۴۰۳ | عماد ره سازه بیرجند                    | ۴–۳ | شمال زابل | بیرجند                        |
| ۱۴:۰۰      | جابر عباسی (۲ گل) امیرمحمد ملکی (۲ گل) |     |           | ورزشگاه: ورزشگاه آزادی بیرجند |

| ۹ مهر ۱۴۰۳ | پشتیوان پاوه | ۲–۱ | ماشین‌سازی صائین قلعه | پاوه                               |
| ۱۴:۳۰      |              |     |                      | ورزشگاه: ورزشگاه شهدای نوریاب پاوه |

| ۹ مهر ۱۴۰۳ | نخل بم                       | ۲–۱ | امید نیشابور | بم                      |
| ۱۶:۳۰      | مهدی سعادت صالح موسی‌زاده (پ) |     | علی نصرآبادی | ورزشگاه: ورزشگاه فجر بم |

| ۹ مهر ۱۴۰۳ | اتحاد سفین کیش | ۰–۰ (و.ا.) (۴–۳ پنالتی) | ایرانجوان خورموج | جزیره کیش                   |
| ۱۸:۰۰      |                |                         |                  | ورزشگاه: ورزشگاه المپیک کیش |

|  | پادنا میمند فارس | v | استراحت |  |

|  | آبی پوشان حمیدیه | v | استراحت |  |

|  | لاوان نوروز بوکان | v | استراحت |  |

|  | یاران شهید ابراهیم هادی | v | استراحت |  |

|  | عقاب بزرگ ایلام | v | استراحت |  |

|  | پارسه ساری | v | استراحت |  |

## مرحله دوم
قرعه‌کشی این مرحله نیز همزمان با قرعه‌کشی مرحله اول انجام شد. از این مرحله تیم‌های دسته دوم وارد رقابت شدند. دیدارهای این مرحله از ۱۶ تا ۱۸ مهر برگزار شد.
| لیگ برتر | لیگ آزادگان | لیگ دسته دوم | لیگ‌های استانی | مجموع    |
| -------- | ----------- | ------------ | ------------- | -------- |
| ۰ از ۱۶  | ۰ از ۱۸     | ۱۷ از ۱۷     | ۱۱ از ۱۶      | ۲۸ از ۶۷ |

| ۱۶ مهر ۱۴۰۳ | کیا تهران | ۱–۱ (و.ا.) (۵–۶ پنالتی) | شهید قندی یزد | تهران                          |
| ۱۴:۳۰       | علی نوروز |                         | مهیار نوری    | ورزشگاه: ورزشگاه شهید مرغوبکار |

| ۱۶ مهر ۱۴۰۳ | کشت و صنعت پادیاب خلخال | ۰–۱ | تهران یاسا    | اردبیل                       |
| ۱۴:۳۰       |                         |     | حامد اکبری‌پور | ورزشگاه: ورزشگاه تختی اردبیل |

| ۱۶ مهر ۱۴۰۳ | لاوان نوروز بوکان | ۱–۵ | شاهین تهران                                               | بوکان                               |
| ۱۵:۰۰       |                   |     | احسان روحانی مهدی داغدار شروین جعفری شایان جعفری علی جودی | ورزشگاه: ورزشگاه خاتم‌الانبیاء بوکان |

| ۱۶ مهر ۱۴۰۳ | فردوسی ثامن مشهد | ۱–۲ | فولاد هرمزگان                | مشهد                        |
| ۱۵:۰۰       | امیرحسین جعفری   |     | امیرحسین صالحی منش مهدی نجات | ورزشگاه: ورزشگاه ثامن‌الائمه |

| ۱۶ مهر ۱۴۰۳ | فرد البرز                      | ۲–۰ (و.ا.) | نیکا پارس چالوس | کرج                         |
| ۱۶:۰۰       | میثم نقی‌زاده ابراهیم غلامی‌نژاد |            |                 | ورزشگاه: ورزشگاه انقلاب کرج |

| ۱۶ مهر ۱۴۰۳ | شهرداری بندرعباس                       | ۵–۱ | پشتیوان پاوه | بندرعباس                   |
| ۱۸:۰۰       | ایمان احمدی (۳ گل) علی محمدی معین تقوی |     |              | ورزشگاه: ورزشگاه خلیج فارس |

| ۱۷ مهر ۱۴۰۳ | عقاب تهران | ۱۰–۰ | عقاب بزرگ ایلام | تهران                          |
| ۱۴:۳۰       | رامین داوودی (۲ گل) علی بدخشانیان فرد (۲ گل) هاتف نادری (۲ گل) رضا حیدری دانیال محمودی محمدحسن محمودی حیدر حیدری |      |                 | ورزشگاه: ورزشگاه شهید مرغوبکار |

| ۱۷ مهر ۱۴۰۳ | پاس همدان                                         | ۴–۰ | پارسه ساری | همدان                            |
| ۱۵:۰۰       | امیررضا بیگدلی عرفان زرینی محسن وفایی آرمین پناهی |     |            | ورزشگاه: ورزشگاه شهدای قدس همدان |

| ۱۷ مهر ۱۴۰۳ | ستارگان آبی پوش زیدون | ۱–۱ (و.ا.) (۴–۱ پنالتی) | نود ارومیه | آبادان                       |
|             | بابک ابراهیمی         |                         |            | ورزشگاه: ورزشگاه تختی آبادان |

| ۱۸ مهر ۱۴۰۳ | سرخپوشان اطلس طلایی شازند | ۱–۱ (و.ا.) (۲–۴ پنالتی) | یاران شهید ابراهیم هادی | تهران                     |
| ۱۴:۳۰       |                           |                         |                         | ورزشگاه: ورزشگاه مرغوبکار |

| ۱۸ مهر ۱۴۰۳ | پادنا میمند فارس | ۵–۱ | طلایی پوشان اراک | میمند                                |
| ۱۶:۰۰       |                  |     |                  | ورزشگاه: ورزشگاه شهید صیادنژاد میمند |

| ۱۸ مهر ۱۴۰۳ | شاهین بندر عامری                                                                                               | ۷–۰   | عماد ره سازه بیرجند | بوشهر                             |
| ۱۸:۱۵       | صدرالله آشنا ۲۹'، ۷۲' · احمدرضا محمدنژاد ۳۱'، ۶۶' · رسول بهاروندی ۳۹' · محمدنبی دوراهکی ۷۰' · ارسلان آزادی ۸۷' | گزارش |                     | ورزشگاه: ورزشگاه شهید بهشتی بوشهر |

| ۱۸ مهر ۱۴۰۳ | آبی پوشان حمیدیه | ۳–۲ | اتحاد سفین کیش | اهواز                       |
| ۱۸:۱۵       |                  |     |                | ورزشگاه: ورزشگاه غدیر اهواز |

| ۳۰ مهر ۱۴۰۳ | شناورسازی قشم                              | ۵–۰ | نخل بم | بندرعباس                   |
| ۱۶:۳۰       | هادی دهقانی (۳ گل) نصرالله درفشی عارف تراز |     |        | ورزشگاه: ورزشگاه خلیج فارس |

## مرحله سوم
قرعه‌کشی این مرحله ۲۲ مهر ۱۴۰۳ انجام شد. از این مرحله تیم‌های لیگ آزادگان وارد رقابت خواهند شد. دیدارهای این مرحله از ۱۳ تا ۱۵ آبان برگزار خواهد شد.
| لیگ برتر | لیگ آزادگان | لیگ دسته دوم | لیگ‌های استانی | مجموع    |
| -------- | ----------- | ------------ | ------------- | -------- |
| ۰ از ۱۶  | ۱۸ از ۱۸    | ۱۱ از ۱۷     | ۳ از ۱۶       | ۳۲ از ۶۷ |

| ۱۳ آبان ۱۴۰۳                     | شاهین تهران | ۳–۰ | شاهین بندر عامری | تهران |
| ۱۴:۰۰                            |             |     |                  |       |
| یادداشت: انصراف شاهین بندر عامری |             |     |                  |       |

| ۱۳ آبان ۱۴۰۳ | شهرداری آستارا           | ۲–۰ | آبی پوشان حمیدیه | آستارا                       |
| ۱۵:۳۰        | فرشید پاداش ۵۴' (پ)، ۶۶' |     |                  | ورزشگاه: ورزشگاه وحدت آستارا |

| ۱۳ آبان ۱۴۰۳ | مس سونگون ورزقان                                              | ۵–۱ | پادنا میمند فارس | تبریز                              |
| ۱۵:۳۰        | رضا کرملاچعب میثم نامور امید منصوری رضا پورمهدی آیدین قهرمانی |     |                  | ورزشگاه: ورزشگاه یادگار امام تبریز |

| ۱۴ آبان ۱۴۰۳ | تهران یاسا        | ۱–۰ | نفت مسجدسلیمان | تهران                          |
| ۱۴:۰۰        | حامد اکبری‌پور ۶۶' |     |                | ورزشگاه: ورزشگاه شهید مرغوبکار |

| ۱۴ آبان ۱۴۰۳ | داماش گیلان    | ۱–۱ (و.ا.) (۴–۵ پنالتی) | پارس جنوبی جم | رشت                         |
| ۱۵:۳۰        | فردین نجفی ۳۹' |                         | ۷۳' رضا جعفری | ورزشگاه: ورزشگاه سردار جنگل |

| ۱۴ آبان ۱۴۰۳              | مس کرمان | ۳–۰ | پاس همدان | کرمان                       |
| ۱۶:۱۵                     |          |     |           | ورزشگاه: ورزشگاه شهید رئیسی |
| یادداشت: انصراف پاس همدان |          |     |           |                             |

| ۱۴ آبان ۱۴۰۳ | مس شهربابک                             | ۲–۱ (و.ا.) | آریو اسلامشهر  | شهر بابک                               |
| ۱۶:۱۵        | عرفان نوابی‌فر ۵۵' · محمدحسین باصری ۹۴' |            | ۹۰+۴' عارف قزل | ورزشگاه: ورزشگاه شهید سلیمانی شهر بابک |

| ۱۴ آبان ۱۴۰۳ | سایپا | ۰–۰ (و.ا.) (۳–۴ پنالتی) | فرد البرز | تهران                    |
| ۱۶:۳۰        |       |                         |           | ورزشگاه: ورزشگاه کارگران |

| ۱۴ آبان ۱۴۰۳ | پیکان                                                      | ۴–۱ | ستارگان آبی پوش زیدون | کرج                         |
| ۱۶:۳۰        | امیر شهیم ۳۰' · محمد اصلانی ۶۸'، ۷۴' · علی‌اکبر رنجبر ۳+۹۰' |     |                       | ورزشگاه: ورزشگاه انقلاب کرج |

| ۱۴ آبان ۱۴۰۳ | شهر راز          | ۱–۲ | بعثت کرمانشاه      | شیراز                   |
| ۱۶:۳۰        | احسان محروقی ۶۱' |     | ۳۰'، ۸۸' امین اسدی | ورزشگاه: ورزشگاه حافظیه |

| ۱۴ آبان ۱۴۰۳ | شهید قندی یزد | ۰–۱ (و.ا.) | صنعت نفت آبادان      | یزد                         |
| ۱۷:۳۰        |               |            | ۱۰۷' مهرداد هدایتیان | ورزشگاه: ورزشگاه شهید نصیری |

| ۱۴ آبان ۱۴۰۳ | پالایش نفت بندرعباس            | ۲–۱ | نیروی زمینی   | بندرعباس                   |
| ۱۷:۳۰        | رضا فرجی ۷۵' · علی پورمحمد ۸۰' |     | ۵۸' رضا محمدی | ورزشگاه: ورزشگاه خلیج فارس |

| ۱۴ آبان ۱۴۰۳ | نفت و گاز گچساران | ۱–۲ | شهرداری نوشهر         | اهواز                       |
| ۱۷:۳۰        | محمد جایمند ۳۴'   |     | ۶۳'، ۶۸' سلمان بحرانی | ورزشگاه: ورزشگاه غدیر اهواز |

| ۱۵ آبان ۱۴۰۳ | یاران شهید ابراهیم هادی | ۰–۱ | شناورسازی قشم       | کرج                         |
| ۱۵:۳۰        |                         |     | ۹۰+۲' نصرالله درفشی | ورزشگاه: ورزشگاه انقلاب کرج |

| ۱۵ آبان ۱۴۰۳ | فجر سپاسی | ۰–۰ (و.ا.) (۴–۵ پنالتی) | شهرداری بندرعباس | شیراز                   |
| ۱۶:۳۰        |           |                         |                  | ورزشگاه: ورزشگاه حافظیه |

| ۱۵ آبان ۱۴۰۳ | فولاد هرمزگان    | ۱–۰ | عقاب تهران | بندرعباس                   |
| ۱۷:۳۰        | فواد نجاحی ۲+۹۰' |     |            | ورزشگاه: ورزشگاه خلیج فارس |

## مرحله یک‌شانزدهم نهایی
قرعه‌کشی این مرحله ۱۶ آبان ۱۴۰۳ انجام شد. از این مرحله تیم‌های لیگ برتر وارد رقابت شدند و بازی‌های این مرحله از ۱ تا ۴ آذر ۱۴۰۴ برگزار شد که بازی استقلال و مس کرمان به تاریخ ۲۲ آذر به تعویق افتاد.
| لیگ برتر | لیگ آزادگان | لیگ دسته دوم | لیگ‌های استانی | مجموع    |
| -------- | ----------- | ------------ | ------------- | -------- |
| ۱۶ از ۱۶ | ۱۰ از ۱۸    | ۶ از ۱۷      | ۰ از ۱۶       | ۳۲ از ۶۷ |

| ۱ آذر ۱۴۰۳ | پرسپولیس                                          | ۳–۰ | مس سونگون ورزقان | تهران                          |
| ۱۶:۱۵      | علی علیپور ۲۶' · لوکاس ژوائو ۶۰' · مسعود ریگی ۸۶' |     |                  | ورزشگاه: ورزشگاه شهدای شهر قدس |

| ۲ آذر ۱۴۰۳ | تراکتور               | ۱–۲ | گل‌گهر                               | تبریز                              |
| ۱۵:۰۰      | سوکول سیکالشی ۱۸' (پ) |     | ۴۱' مهدی تیکدری · ۶۳' پوریا لطیفی‌فر | ورزشگاه: ورزشگاه یادگار امام تبریز |

| ۲ آذر ۱۴۰۳ | فرد البرز | ۰–۱ | خیبر خرم‌آباد     | کرج                         |
| ۱۶:۱۵      |           |     | ۴۳' مهرداد قنبری | ورزشگاه: ورزشگاه انقلاب کرج |

| ۲ آذر ۱۴۰۳ | شناورسازی قشم | ۰–۱ | مس رفسنجان     | بندرعباس                   |
| ۱۷:۳۰      |               |     | ۷۷' مهدی شریفی | ورزشگاه: ورزشگاه خلیج فارس |

| ۲ آذر ۱۴۰۳ | پارس جنوبی جم | ۰–۲ | سپاهان                               | جم                       |
| ۱۷:۴۵      |               |     | ۱۲' کاوه رضایی · ۹۰+۳' جواد آقایی‌پور | ورزشگاه: ورزشگاه تختی جم |

| ۳ آذر ۱۴۰۳ | بعثت کرمانشاه    | ۱–۰ (و.ا.) | شهرداری بندرعباس | کرمانشاه                        |
| ۱۴:۴۵      | مجتبی ممشلی ۱۱۳' |            |                  | ورزشگاه: ورزشگاه آزادی کرمانشاه |

| ۳ آذر ۱۴۰۳ | شمس‌آذر                                 | ۲–۱ | شاهین تهران      | قزوین                          |
| ۱۶:۱۵      | مهدی محمدی ۱۰' · وحید سروری ۲۲' (گ.خ.) |     | ۸۹' بهزاد روحانی | ورزشگاه: ورزشگاه سردار آزادگان |

| ۳ آذر ۱۴۰۳ | استقلال خوزستان | ۰–۱ | پیکان           | اهواز                       |
| ۱۶:۴۵      |                 |     | ۸۳' افشین صادقی | ورزشگاه: ورزشگاه غدیر اهواز |

| ۳ آذر ۱۴۰۳ | صنعت نفت آبادان | ۱–۰ | آلومینیوم اراک | آبادان                       |
| ۱۸:۳۰      | بابک مرادی ۱۰'  |     |                | ورزشگاه: ورزشگاه تختی آبادان |

| ۴ آذر ۱۴۰۳ | نساجی             | ۱–۰ | مس شهربابک | قائمشهر                    |
| ۱۶:۱۵      | سیامک نعمتی ۵+۹۰' |     |            | ورزشگاه: ورزشگاه شهید وطنی |

| ۴ آذر ۱۴۰۳ | ذوب‌آهن           | ۱–۰ (و.ا.) | هوادار | فولادشهر                  |
| ۱۶:۱۵      | فریبرز گرامی ۹۴' |            |        | ورزشگاه: ورزشگاه فولادشهر |

| ۴ آذر ۱۴۰۳                                    | چادرملو                                          | ۲–۲ (و.ا.) (۳–۴ پنالتی)           | ملوان                                | یزد                         |
| ۱۶:۱۵                                         | سید علی یحیی‌زاده ۷۹' · هادی حبیبی‌نژاد ۱۵+۹۰' (پ) |                                   | ۲۴' (پ) محمد عمری · ۴۰' امید نورافکن | ورزشگاه: ورزشگاه شهید نصیری |
|                                               | ضربات پنالتی                                     |                                   |                                      |                             |
| حبیبی‌نژاد · ماتئوس · پاپی · یحیی‌زاده · طاهران |                                                  | انتظاری · صفرزاده · رضایی · جعفری |                                      |                             |

| ۴ آذر ۱۴۰۳ | پالایش نفت بندرعباس             | ۲–۰ (و.ا.) | تهران یاسا | بندرعباس                   |
| ۱۷:۳۰      | رضا فرجی ۹۲' · علی پورمحمد ۱۱۵' |            |            | ورزشگاه: ورزشگاه خلیج فارس |

| ۴ آذر ۱۴۰۳                                                          | فولاد خوزستان      | ۱–۱ (و.ا.) (۴–۳ پنالتی)                                          | فولاد هرمزگان      | اهواز                                |
| ۱۷:۴۵                                                               | محمدجواد محمدی ۴۳' |                                                                  | ۷۹' (پ) فؤاد نجاحی | ورزشگاه: ورزشگاه شهدای فولاد خوزستان |
|                                                                     | ضربات پنالتی       |                                                                  |                    |                                      |
| پریرا · اسدبیگی · عطار · بوحمدان · انصاری قاسمی‌نژاد · توکلی · نعمتی |                    | نجاحی · دلاوری · اسلامی · قنبری · خسرو · جمادی · خبر · سید مختوم |                    |                                      |

| ۵ آذر ۱۴۰۳ | شهرداری نوشهر                                 | ۳–۰ | شهرداری آستارا | چالوس                        |
| ۱۳:۳۰      | سلمان بحرانی ۵۰' (پ) · محمد صابری‌پور ۵۴'، ۸۴' |     |                | ورزشگاه: ورزشگاه شهدای چالوس |

| ۲۲ آذر ۱۴۰۳ | استقلال            | ۱–۰ | مس کرمان | تهران                          |
| ۱۶:۱۵       | گوستاوو بلانکو ۴۸' |     |          | ورزشگاه: ورزشگاه شهدای شهر قدس |

## یک‌هشتم نهایی
قرعه‌کشی این مرحله ۳ دی ۱۴۰۳ انجام شد. بازی‌های این مرحله نیز از ۲۴ تا ۲۶ بهمن برگزار شد.
| لیگ برتر | لیگ آزادگان | لیگ دسته دوم | لیگ‌های استانی | مجموع    |
| -------- | ----------- | ------------ | ------------- | -------- |
| ۱۱ از ۱۶ | ۵ از ۱۸     | ۰ از ۱۷      | ۰ از ۱۶       | ۱۶ از ۶۷ |

| ۲۴ بهمن ۱۴۰۳ | شهرداری نوشهر    | ۱–۰ (و.ا.) | پالایش نفت بندرعباس | چالوس                        |
| ۱۴:۰۰        | علی خانزادی ۱۱۴' |            |                     | ورزشگاه: ورزشگاه شهدای چالوس |

| ۲۴ بهمن ۱۴۰۳ | سپاهان                                                 | ۳–۲ (و.ا.) | پرسپولیس                            | اصفهان                    |
| ۱۵:۳۰        | محمدمهدی محبی ۱۴' · محمد دانشگر ۸۸' · میلاد زکی‌پور ۹۸' |            | ۴۰' علی علیپور · ۷۲' فرشاد احمدزاده | ورزشگاه: ورزشگاه نقش جهان |

| ۲۵ بهمن ۱۴۰۳ | مس رفسنجان | ۰–۱ | نساجی                | رفسنجان                                |
| ۱۵:۰۰        |            |     | ۹۰+۲' (پ) کوین یامگا | ورزشگاه: ورزشگاه شهدای صنعت مس رفسنجان |

| ۲۵ بهمن ۱۴۰۳ | پیکان                                               | ۳–۲ (و.ا.) | فولاد خوزستان           | تهران                          |
| ۱۵:۳۰        | مهدی شریفی ۳۷' · رضا رضایی ۵۴' · افشین صادقی ۱+۱۰۵' |            | ۲'، ۲۰' محمدرضا سلیمانی | ورزشگاه: ورزشگاه شهدای شهر قدس |

| ۲۵ بهمن ۱۴۰۳ | شمس‌آذر                | ۱–۲ (و.ا.) | استقلال                               | قزوین                          |
| ۱۵:۳۰        | احمدرضا زنده‌روح ۴+۹۰' |            | ۲۶' محمدرضا آزادی · ۹۵' رامین رضاییان | ورزشگاه: ورزشگاه سردار آزادگان |

| ۲۵ بهمن ۱۴۰۳ | صنعت نفت آبادان                           | ۲–۰ | بعثت کرمانشاه | آبادان                       |
| ۱۶:۰۰        | متین کریم‌زاده ۶۲' · حسین شنانی ۱۱+۹۰' (پ) |     |               | ورزشگاه: ورزشگاه تختی آبادان |

| ۲۶ بهمن ۱۴۰۳                                  | گل‌گهر سیرجان | ۰–۰ (و.ا.) (۴–۲ پنالتی)          | خیبر خرم‌آباد | سیرجان                               |
| ۱۵:۰۰                                         |              |                                  |              | ورزشگاه: ورزشگاه شهید سلیمانی سیرجان |
|                                               | ضربات پنالتی |                                  |              |                                      |
| تیکدری · رزاق‌پور · کاظمی · عاشوری · فخرالدینی |              | قنبری · گودرزی · محبی · طباطبایی |              |                                      |

| ۲۶ بهمن ۱۴۰۳ | ملوان              | ۱–۰ (و.ا.) | ذوب‌آهن | بندر انزلی                                |
| ۱۵:۰۰        | محمد عمری ۱۱۸' (پ) |            |        | ورزشگاه: ورزشگاه سیروس قایقران بندر انزلی |

## یک‌چهارم نهایی
| لیگ برتر | لیگ آزادگان | لیگ دسته دوم | لیگ‌های استانی | مجموع   |
| -------- | ----------- | ------------ | ------------- | ------- |
| ۵ از ۱۶  | ۳ از ۱۸     | ۰ از ۱۷      | ۰ از ۱۶       | ۸ از ۶۷ |

| ۵ اردیبهشت ۱۴۰۴ | نساجی               | ۱–۳ | گل‌گهر                                       | قائم شهر                   |
| ۱۸:۰۰           | منصور باقری ۸۶' (پ) |     | عثمان اندونگ ۱۸'، ۵۵' · علی اصغر عاشوری ۲۶' | ورزشگاه: ورزشگاه شهید وطنی |

| ۶ اردیبهشت ۱۴۰۴                     | ملوان        | ۰–۰ (و.ا.) (۴–۲ پنالتی)        | سپاهان | بندرانزلی              |
| ۱۶:۳۰                               |              |                                |        | ورزشگاه: سیروس قایقران |
|                                     | ضربات پنالتی |                                |        |                        |
| اسلامی‌خواه · انتظاری · صادقی · عبدی |              | کریمی · شکاری · انزونزی · اسدی |        |                        |

| ۶ اردیبهشت ۱۴۰۴ | استقلال               | ۱–۰ | پیکان | تهران                  |
| ۱۸:۰۰           | رامین رضاییان ۷۴' (پ) |     |       | ورزشگاه: ورزشگاه آزادی |

| ۶ اردیبهشت ۱۴۰۴ | صنعت نفت آبادان     | ۱–۰ | شهرداری نوشهر | آبادان                       |
| ۱۹:۳۰           | طالب ریکانی ۶۰' (پ) |     |               | ورزشگاه: ورزشگاه تختی آبادان |

## نیمه‌نهایی
| لیگ برتر | لیگ آزادگان | لیگ دسته دوم | لیگ‌های استانی | مجموع   |
| -------- | ----------- | ------------ | ------------- | ------- |
| ۳ از ۱۶  | ۱ از ۱۸     | ۰ از ۱۷      | ۰ از ۱۶       | ۴ از ۶۷ |

## فینال
فینال جام حذفی در تاریخ ۸ خرداد ۱۴۰۴ در ورزشگاه امام خمینی، اراک برگزار شد.
| لیگ برتر | لیگ آزادگان | لیگ دسته دوم | لیگ‌های استانی | مجموع   |
| -------- | ----------- | ------------ | ------------- | ------- |
| ۲ از ۱۶  | ۰ از ۱۸     | ۰ از ۲۸      | ۰ از ۲۶       | ۲ از ۷۲ |

## یادداشت
1. ↑  ورود به رقابت‌ها از مرحله یک‌شانزدهم نهایی
2. ↑  ورود به رقابت‌ها از مرحله سوم
3. ↑  ورود به رقابت‌ها از مرحله دوم
4. ↑  کیش، خرمشهر و تهران می‌توانند نمایندگان اضافی داشته باشند
5. ↑  ورود به رقابت‌ها از مرحله اول